# Мандићевац
Мандићевац је насељено место у саставу општине Дрење у Осјечко-барањској жупанији, Република Хрватска.

## Историја
До територијалне реорганизације у Хрватској налазио се у саставу старе општине Ђаково.

## Становништво
На попису становништва 2011. године, Мандићевац је имао 284 становника.

## Попис1991.
На попису становништва 1991. године, насељено место Мандићевац је имало 348 становника, следећег националног састава:
| Попис 1991.‍ | Попис 1991.‍ | Попис 1991.‍ | Попис 1991.‍ | Попис 1991.‍ |
| ----------- | ----------- | ----------- | ----------- | ----------- |
|             |             |             |             |             |
| Хрвати      | Хрвати      |             | 317         | 91,09%      |
| Италијани   | Италијани   |             | 11          | 3,16%       |
| Немци       | Немци       |             | 3           | 0,86%       |
| Срби        | Срби        |             | 2           | 0,57%       |
| Југословени | Југословени |             | 1           | 0,28%       |
| Мађари      | Мађари      |             | 1           | 0,28%       |
| Роми        | Роми        |             | 1           | 0,28%       |
| непознато   | непознато   |             | 12          | 3,44%       |
| укупно: 348 |             |             |             |             |